# Torgöt Fotsarve

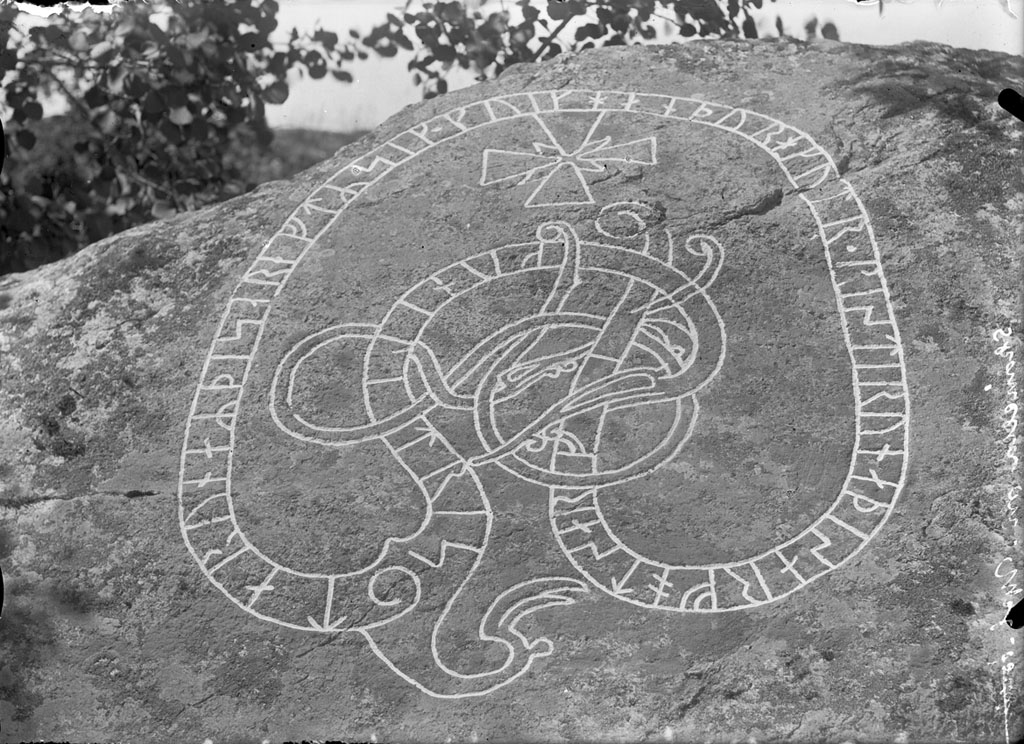
piedra rúnica U 308 en Ekeby, firmada por Torgöt.

 Torgöt Fotsarve (nórdico antiguo: Þorgautr) fue un vikingo de Uppland, Suecia conocido como maestro grabador de runas (erilaz) activo a finales la Era vikinga (siglo XI).
A diferencia de otras regiones de Europa durante la Alta Edad Media, muchos escandinavos probablemente sabían leer y escribir, bien sobre hueso o madera. Torgöt es conocido por su trabajo en estilo Urnes. El estilo Urnes es la última fase de los estilos de zoomórfica decoración vikinga que se desarrolló durante la segunda parte del siglo XI y el comienzo del siglo XII.
La piedra rúnica U 308 en Ekeby fue supuestamente grabada por Torgöt, hijo del maestro y también erilaz Fot. La influencia de su padre es evidente, su obra está clasificada como estilo Urnes Pr4. La inscripción rúnica de esta pieza cita:
Þorgautr risti runaR þessaR, Fots arfi, o "Þorgautr, heredero de Fótr, grabó estas runas."
Otras piezas conocidas firmadas por Torgöt Fotsarve son U 746 en Hårby y U 958 en Villinge. Se le atribuyen otras dieciocho piezas más basándose en el análisis de estilo. 
Una piedra rúnica en Södermanland, la hoy perdida Sö 341 en Stavsta, aparece firmada por un erilaz llamado Þorgautr, pero es una persona distinta.